# Opisthograptis tsckuna
Opisthograptis tsckuna là một loài bướm đêm trong họ Geometridae.